# Klemens Kruszewski
Klemens Kruszewski (ur. 11 sierpnia 1908 w Bochum, zm. 3 września 1988 w Kościanie) – polski nauczyciel, instruktor harcerski, regionalista kościański.

## Życiorys
Był synem Ludwika, z zawodu stolarza, oraz Stanisławy z Sobków. Ojciec zmarł w 1909, pięć lat później matka zabrała troje dzieci do rodzinnego Grudziądza. Tamże Klemens Kruszewski uczęszczał do gimnazjum i w 1927 zdał maturę, by podjąć z kolei studia w zakresie filologii klasycznej na Uniwersytecie Poznańskim. Po uzyskaniu dyplomu w 1932 osiadł w Kościanie i został nauczycielem łaciny w miejscowym gimnazjum. Zaangażował się również w działalność harcerską, w 1937 pełnił funkcję komendanta hufca Związku Harcerstwa Polskiego w Kościanie.
W latach okupacji pozostał w Kościanie, utrzymując się z pracy w charakterze pomocnika biurowego w firmie spedycyjnej i handlującej węglem. Jednocześnie był aktywny w konspiracji i wchodził w skład sztabu Inspektoratu Rejonowego Armii Krajowej w Kościanie. 27 czerwca 1944 został aresztowany przez Niemców i do końca wojny był więźniem obozów koncentracyjnych – Żabikowo, Gross-Rosen, Mauthausen, Wiener-Neustadt.
Po wojnie powrócił do Kościana i zawodu nauczyciela. W latach 1957–1959 był wicedyrektorem, w latach 1959–1967 dyrektorem kościańskiego liceum, przewodniczył komisjom maturalnym w liceach katolickich. W 1971 przeszedł na emeryturę. Dla miejscowej oświaty zasłużył się również jako organizator Uniwersytetu Powszechnego, a w latach 1946–1948 sprawował mandat radnego miejskiego. Był aktywnym działaczem m.in. Związku Bojowników o Wolność i Demokrację, Koła Przyjaciół Harcerstwa, Polskiego Związku Pszczelarzy. Nagrodami twórczymi wyróżniły Klemensa Kruszewskiego "Wiadomości Kościańskie" oraz władze miasta.
W 1961 Kruszewski był w gronie założycieli Towarzystwa Miłośników Ziemi Kościańskiej; później Towarzystwo wyróżniło go tytułem członka honorowego. Ogłosił szereg artykułów z dziejów miasta, m.in. Uwagi o konspiracji w Kościanie pod okupacją niemiecką (1967), Harcerstwo kościańskie w okresie okupacji (1968), Uwagi do historii Armii Krajowej w Kościańskiem (1971), Zarys historii Towarzystwa Pszczelnego Kościańskiego (1971), Zygmunt Irzabek (1880–1939) – wielki wychowawca młodzieży Kościana (1985).
Żonaty był z Dobromiłą z Igłowiczów, miał dwoje dzieci: córkę Miłosławę (ur. 1937) oraz syna Jerzego (ur. 1940). Zmarł 3 września 1988 w Kościanie i pochowany został tamże, na nowym cmentarzu parafialnym. Władze Kościana uhonorowały Klemensa Kruszewskiego nadaniem jego imienia jednej z ulic.